# Bank of America Plaza (St. Louis)
O Bank of America Plaza (anteriormente, Boatmen's Bancshares de St. Louis e First National Bank), é um arranha-céu de 31 andares de 117 m (384 ft) de altura, localizado no centro de St. Louis, Missouri. Construído em 1982, compreendet 70.000 m²   (750.000 sq ft) e tem vista para o centro da cidade. É o quarto maior prédio de escritórios do centro de St. Louis.
O edifício ganhou os prêmios "Building of the Year" da Building Owners and Managers Association (BOMA) para os anos de 1996 a 1999.
A Ralcorp e a subsidiária Post Foods têm sua sede no prédio. Em 2003, o Bank of America foi o maior inquilino no prédio e tinha quase 46.000 m² (500.000 sq ft) de espaço. Durante esse ano, a PricewaterhouseCoopers alugou espaço no Bank of America Plaza, ocupado em 96%.
Em 2003, a General Electric Pension Trust, dono do Bank of America Plaza, ofereceu vender o prédio. Em agosto de 2014, parte da equipe do Laclede Group foi transferida para o edifício.